# جيف ميتشيل
جيف ميتشيل (بالإنجليزية: Jeff Mitchell)‏ هو لاعب غولف أمريكي، ولد في 8 أغسطس 1954 في روكفورد في الولايات المتحدة.

## وصلات خارجية
- جيف ميتشيل على موقع رابطة لاعبي الغولف المحترفين (الإنجليزية)